# 行橋市立行橋小学校
行橋市立行橋小学校（ゆくはししりつ ゆくはししょうがっこう,英語: Yukuhashi City Yukuhashi Elementary School）は、福岡県行橋市大橋にある公立小学校。

## 概要
福岡県行橋市大橋にある。全20学級、児童数709名（2018年4月現在）。校内エレベーターがある。2017年に、創立130周年を迎えた。学校通信「ゆりかもめ」を配布してる。

## 沿革
- 1889年（明治22年） -  行橋町の誕生と共に、行橋小学校が開校。
- 1892年（明治25年） - 行橋尋常小学校と改称。
- 1914年（大正3年） - 行橋尋常高等小学校と改称。
- 1954年（昭和29年） - 行橋市の発足により、行橋市立行橋小学校となる。
- 1979年（昭和54年） - 本校第一分離により、行橋南小学校新設。
- 1983年（昭和58年） - 本校第二分離により、行橋北小学校新設。
- 2011年（平成23年） - 開校124周年を迎える[3]。

## 教育目標
- 「ひとり歩きのできる、しなやかで、たくましい子どもの育成」を目指している。

## 通学区域
- 大橋西町
- 大橋中町
- 大橋東町
- 下正路
- 前川
- 新町
- 新地
- 亀川
- 宮市
- 西宮市（2〜5区）
- 古辺野
- 南本町
- 魚町
- 田町
- 川越
- 出町
- 中島
- 行事東町

## 交通
- 行橋駅から徒歩で10分。